# البقعة (صعدة)
البقعة هي إحدى قرى الجمهورية اليمنية. وهي تتبع جغرافيًا لمحافظة صعدة. وإداريًا لمديرية منبه. يبلغ تعداد سكانها 1440 نسمة حسب الإحصاء الذي جرى عام 2004.